# Пульчінелла (балет)
«Пульчінелла» (італ. Pulcinella) — балет із співом Ігоря Стравинського на одну дію, створений в 1919–1920 роках на основі музики Дж.-Б. Перголезі та інших композиторів XVIII століття. Балет був створений за мотивами традиційної італійської комедії дель арте, в якій Пульчінелла виступає одним з головних чоловічих персонажів. Лібрето створювалося спільними зусиллями авторів: беззмінним лідером і організатором Російських сезонів Сергієм Дягілєвим, композитором Ігорем Стравинським, хореографом Леонідом Мясіним і сценографом Пабло Пікассо. Перше виконання відбулося 15 травня 1920 року в Гранд-опера, Париж, під керуванням Ернеста Ансерме силами трупи Російський балет Дягілєва. Балет відродив інтерес до Пульчінелли як персонажа комедії дель арте, що значно ослаб у XIX столітті .

## Історія

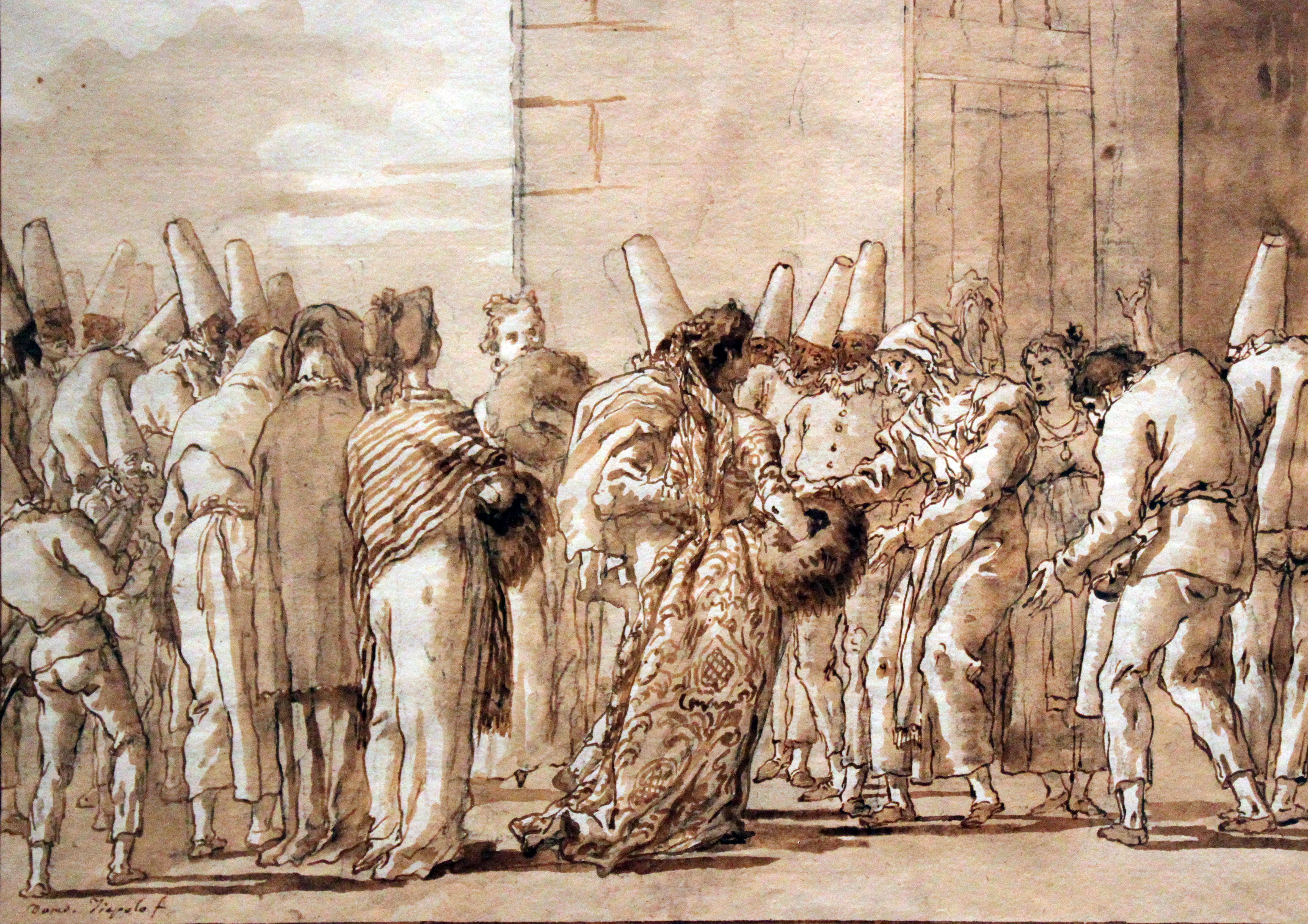
Батько Пульчінелли зустрічає біля будинку його наречену, робота Дж. Д.Тьєполо, 1797

Леонід Мясін писав у мемуарах, що ідея постановки прийшла при роботі над дослідженнями по комедії дель арте в бібліотеці королівського палацу в Неаполі, де хореограф знайшов ряд сценаріїв XVIII століття: «Після довгих роздумів я вирішив, що саме характер Пульчінелли найкраще втілити в балетній формі». «Того літа [1919 року] в Неаполі я часто ходив дивитися лялькові вистави, в яких Пульчінела грав головну роль. Я захоплювався його постійно менявшимися жестами, його довгими ногами, його маскою з гачкуватим носом, з усміхненої і плаче сторонами особи. У старого італійського актора я купив справжню маску Пульчінелли, яка раніше належала Антоніо Петіто, акторові і режисерові комедії дель арте XVIII століття. Я надів її і спробував відтворити руху і жести Пульчинелли». Балетмейстер придумав балет за сценарієм початку XVIII століття, а коли розповів Дягілєву про задуманий балет, той запропонував використовувати для нього музику Перголезі. У бібліотеці консерваторії Сан-П'єтро-а-Маєлла в Неаполі Дягілєв і Мясін відібрали 15 інструментальних п'єс композитора, які до того часу не були опубліковані .
Балет був задуманий Дягілєвим на основі лібрето XVIII століття і, згідно з його задумом, повинен був супроводжуватися автентичною музикою: для цього були вибрані твори Джованні Перголезі, десять фрагментів (всі шість вокальних). Хоча вся музика була приписана Перголезі, велика її частина атрибутована некоректно: деякі композиції написали Доменіко Галло, Уніко Віллем ван Вассенаар, Карло-Іньяціо Монца і, можливо, Алессандро Парізотті . Згідно мемуарів Стравінського, Дягілєв також зняв копії творів Перголезі із зібрань бібліотек Лондона. З більш пізніх досліджень випливає, що Дягілєв запропонував Стравінському фрагменти з опер Перголезі «Закоханий монах» (1732) і «Фламініо» (1735), Кантату № 4, Гавот з двома варіантами і Синфонію для віолончелі та контрабаса, частини з тріо-сонат для двох скрипок і баса-контінуо, Алегро з Сонати № 7 для клавесина і інші твори, згідно з таблицею В. П. Варунца.
У 1919 році диригент Ернест Ансерме написав Стравинському про можливі перспективи аранжування. Спочатку композитор поставився до пропозиції без ентузіазму: йому не подобалася ідея обробки чужої музики. Однак, вивчивши зібраний Дягілєвим в бібліотеках Неаполя і Лондона матеріал, Стравінський передумав і взявся за роботу. За спогадами композитора, ця робота принесла йому велику радість і відчуття близького духовного споріднення і навіть спільності почуттів з неаполітанським композитором, до творчості якого він «завжди відчував велику схильність і зовсім особливу ніжність».
Ця трудомістка робота «за певним сценарієм з картинами різного характеру» потребувала координації між основними творцями балету і, відповідно, великої кількості нарад з Дягілєвим, Пікассо та Мясіним, під час яких виникали різні розбіжності, які виливалися в досить бурхливі сцени. Мясін ставив танці по клавіру, який йому посилав Стравінський частинами, у міру того як він закінчував їх оркестрування. У зв'язку з цим між ними виникло деяке непорозуміння, що виразилося в різних підходах до концепції балету. На думку композитора, первісна хореографія Мясіна, її характер і підкреслена значущість танців не відповідали його задуму, і в першу чергу «скромній» звучності невеликого камерного оркестру: «Доводилося, отже, ставити заново танці, пристосовуючи їх до моєї звучності. Мясіну і артистам балету все це дуже набридало, хоча вони і усвідомлювали, що іншого виходу немає».
Л. Міхеєва зазначила, що казка «Чотири полішинеля» стала основою лібрето, авторами якого, згідно мемуарів композитора, виступили Дягілєв, Пікассо, Стравінський і Мясин . Ф. Хартнолл, А. Деген і І. Ступніков відзначили, що балет ставився по комедії дель арте про «Чотирьох Полішинелів». Режисер трупи Дягілєва Сергій Григор'єв і Лорка Мясін (син Леоніда Мясіна) писали, що лібрето було створено Леонідом Мясіним. Е. Я. Суріц вказала авторами сценарію Дягілєва, Стравінського і Мясіна. При оформленні костюмів художник намагався дотримуватися історичної достовірності, тому дещо відступив від спрощеності кубізму.

## Особливості музики
Хоча сюжет і музична основа походять від пізнього бароко, Стравинський орієнтувався на закони легкої і вибагливої музики рококо, яка краще пасувала сюжету і комічному змісту. Композитор грунтовно переробив старовинну музику, запозичуючи деякі теми і характерну фактуру, але при цьому використовував сучасну ритміку і гармонії. Балет «Пульчінелла» вважається власним оригінальним твором Стравінського.
Як вказував композитор, одна з головних проблем, пов'язаних з «перестворенням» музики XVIII століття, полягала в тому, що він мав переробити оперні та концертні п'єси в танцювальні. У зв'язку з цим, спочатку він шукав у творах Перголезі швидше «ритмічні», ніж «мелодійні» номера, але виявив, що такої відмінності не існує, так як інструментальна, вокальна, духовна чи світська, музика XVIII століття вся є в даному разі танцювальною музикою. За його словами, цей балет був його відкриттям минулого, своєрідним хрещенням, «завдяки якому стали можливі всі мої подальші твори». За його зауваженням, цей балет в музичному відношенні «був поглядом назад і перше з багатьох діянь любові в цьому напрямку, але також і поглядом у дзеркало», проте критика цього не зрозуміла. Стравінського називали імітатором, складати «просту» музику, дорікали в «дезертирство» по відношенню до «модернізму», звинувачували в зречення від його «істинно російського спадщини». У відповідь на критику з приводу блюзнірського ставлення до класики Стравинський зауважив: «Моя відповідь їм усім була і є незмінною: ви „почитаєте“, а я люблю». Крім того, намагаючись краще пояснити суть музики балету, композитор говорив, що він вважав за краще «заспівати» її, ніж намагатися висловити словами, поступово за прикладом музикантів, коли вони спілкуються між собою і коли, бажаючи точніше висловити те, що являє собою музичний твір, вони починають наспівувати його.
У 1921 році композитор зробив транскрипцію твору для механічного рояля. На основі музики балету Стравінський в 1922 році написав оркестрову Італійську сюїту, прем'єра якої відбулась силами Бостонського симфонічного оркестру під управлінням П'єра Монтё 22 грудня 1922 року в Бостоні. Друга редакція сюїти була зроблена в 1949 році, третя — в 1965 році. Крім того, на основі музики балету Стравинський написав Сюїту для скрипки і фортепіано (1925), «Італійську сюїту» для віолончелі та фортепіано (1933), «Італійську сюїту» для скрипки і фортепіано (1933). Віолончельна і скрипкова «Італійські сюїти» створювалися у співпраці з їх першими виконавцями — Г. П. П'ятигорський і С. Душкін.
Балет, створений для камерного оркестру з солістами, часто вважається першим твором неокласичного періоду Стравінського. В остаточній версії твір написано для трьох сольних виконавців (1 сопрано, 1 тенор і 1 бас), крім того в оркестрі 2 флейти (2 пікколо), 2 гобоя, 2 фагота, 2 валторни (F), 1 труба (C), 1 тромбон, «концерт» (2 скрипки, 1 альт, 1 віолончель, 1 контрабас) і р«іпіено» (8 скрипок, 4 альти, 3 віолончелі та 3 контрабаса) .
Борис Асаф'єв зауважив, що звернення Стравінського до музики епохи бароко вказує на пошуки композитором стійкої бази для створення сучасної музики. У відповідь на звинувачення Стравінського в занепадництві і сліпому наслідуванні «паризьким смакам» Асаф'єв писав: «Не він наслідує, а йому наслідують. Він диктує свої смаки. Він перший бере і перетворює по своєму, як ніхто ще до нього, новий матеріал». На думку радянського критика, балету не так вже й характерна стилізація і архаїзація, як це може здатися на перший погляд, для цього глибокого сучасного музичного твору, в якому «любовно і ласкаво втілена пластична краса італійського мелосу, вічно живого і чарівного». Той же автор знаходить відому зв'язок між цим балетом і комічною оперою-водевілем Стравинського «Мавра». До музичним особливостям балету Асаф'єв відносить:

## Дійові особи
Пульчінела. Пімпінелла, його кохана. Доктор. Пруденція, його дочка. Тарталья. Россета, його дочка. Кавієлло і Флоріндо, кавалери. Фурбо, двійник Пульчінелли. Четверо Пульчінеллят. Вокалісти: сопрано, тенор, бас .

## Сюжет

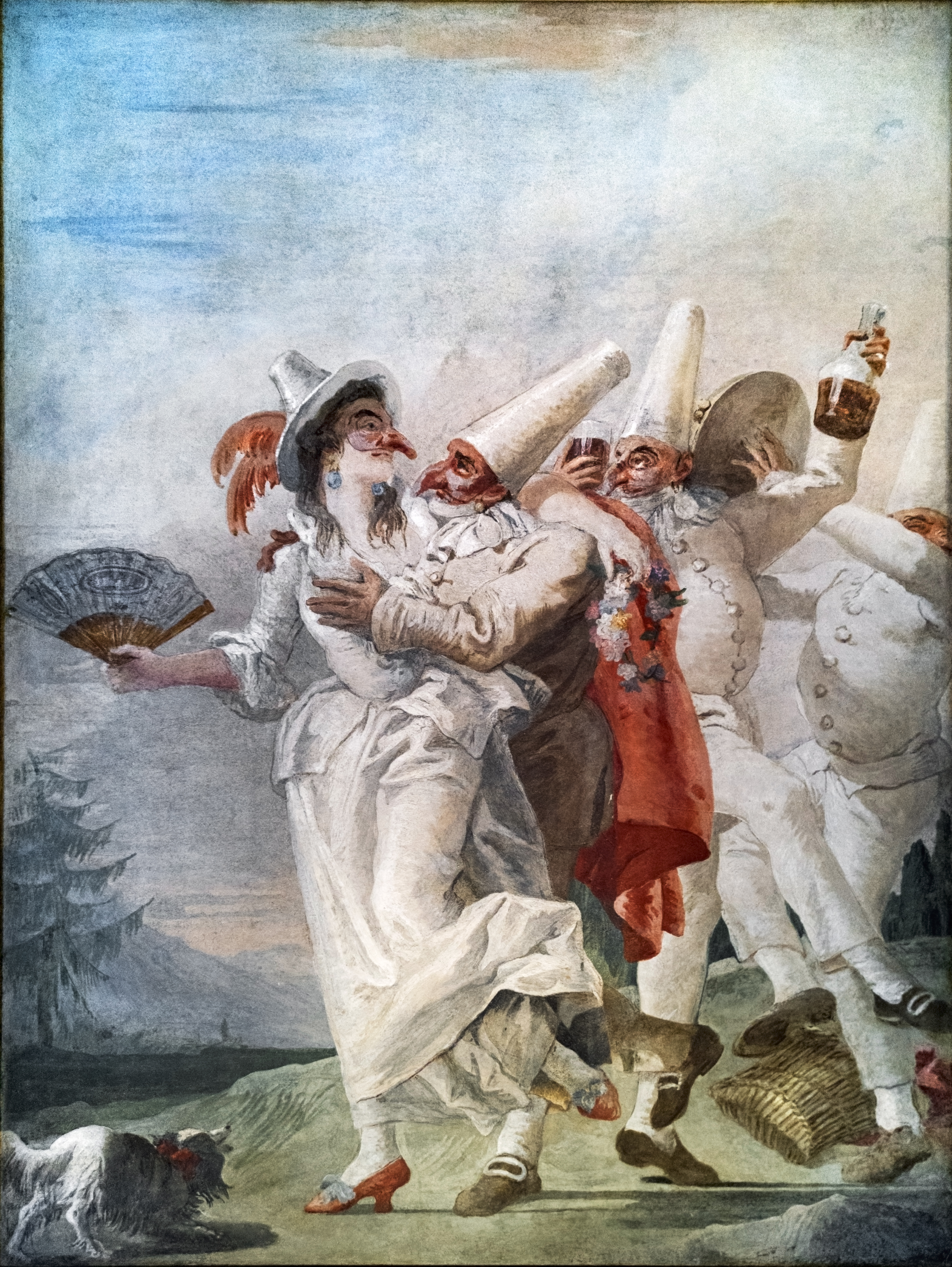
Закоханий Пульчінела, фреска Дж. Д.Тьєполо (1797)

Історія Пульчінелли взята з неаполітанського рукопису, датованого 1700 роком, що містить ряд традиційних, характерних і популярних комедій неаполітанської сцени.
Дія одноактного балету розгортається в Неаполі початку XVIII століття . Історія починається серенадами Флоріндо і Кавієлло до Пруденції і Розетти. Обидві жінки не вражені музикою і відповідають поклонників потоками помиїв з вікон. Крім інших з'являється ще й батько Пруденція, Доктор, який переслідує невдачливих спокусників. Закохані в веселуна Пульчінеллу Пруденція і Розетта переслідують об'єкт своїх бажань.
Новий епізод починається прогулянкою Розетти, яка танцює для Пульчінелли, і вони цілуються. Але Пімпінелла бачить це і перериває сцену. Тут же є Флоріндо і Кавієлло, які з ревнощів до Розетти б'ють Пульчінеллу. Не витримавши приниження, Пульчінела в серцях заколюється (природно, не насправді), щоб змусити Пімпінеллу пробачити його. Фурбо, замаскований під мага, з'являється і перед усіма «воскрешає» тіло Пульчінелли. Пімпінелла дійсно прощає Пульчінеллу, а Пруденція і Розетта піддаються залицянням Флориндо і Кавіелло. Балет закінчується шлюбами закоханих пар .

## Прем'єра
Основні очікування публіка дев'ятого паризького сезону Російського балету Дягілєва відносила до прем'єри «Пульчінелли». Основні виконавці на прем'єрі   :
- Пульчінела — Л. Ф. Мясін
- Пімпінелла — Т. П. Карсавіна
- Прюденція — Л. П. Чернишова
- Розетта — В. Н. Немчинова
- Флоріндо — Н. Н. Звєрєв
- Кавієлло — С. Ідзиковський [14][25]
- Доктор — Е. Чекеті [14] [23]

Перший показ здобув успіх, балет увійшов до репертуару трупи Дягілєва. Відповідно до хронології представлень Російського балету Дягілєва, «Пульчінелла» останній раз виконувався трупою з 25 червня по 28 липня 1928 року в Театрі Його Величності (His Majesty's Theatre), Лондон .

## Оцінки
Згідно з оцінкою С. Л. Григор'єва, хореографія Мясіна «була чудова: одночасно поетична і забавна». Сам хореограф чудово виконав головну роль. Карсавіна, Чернишова та Немчинова танцювали також чудово .
І. Ф. Стравінський високо оцінив постановку і відгукнувся про неї як про справжній успіх: «„Пульчінелла“ — одна з тих рідкісних вистав, де все строго врівноважено і де всі складові елементи — сюжет, музика, хореографія, декоративне оформлення — зливаються в одне ціле, струнке і єдине. Щодо хореографії, то слід сказати, що, за винятком кількох епізодів, які так і не вдалося передати, балет цей був однією з кращих постановок Мясіна, який дійсно зумів перейнятися духом неаполітанського театру. До того ж його виконання ролі Пульчінелли було вище всяких похвал. Щодо Пікассо, то він створив справжнє диво, і мені важко сказати, що мене, захопило більше — фарби, пластика або ж дивовижне сценічне чуття цієї чудової людини».
На думку М. Ф. Ларіонова, декорації П. Пікассо до «Пульчінелли» виявилися більш чудовими порівняно з його ранніми оформленнями для трупи Дягілєва .
А. Н. Бенуа згадував про своє неоднозначне враження від балету: «Багато що мене полонило, а від нового твору Стравінського «Пульчінелла» я навіть був у захваті. Ідея зв'язати культ музики Перголезі з якимось знущанням над нею ж вдалася Стравінському у вищій мірі, і я не знаю в музичній літературі творів, в яких подібне «святотатство» було б одягнене в настільки ж спокусливу форму. Цього можливо не слід було робити, але зроблена вона була так, що ніяк не можна було нарікати на отриманий результат. Виверт, гримаса, а й щось, що можна уподібнити геніальній музичній клоунаді. І як це було схоже на Стравінського, — але ж Стравінський продовжував бути тоді одним з моїх найдорожчих музикантів! Відповідала музиці й «безглуздо придумана і сяк-так намазана декорація» Пікассо і його костюми, що нагадували вбрання вуличних акробатів; нарешті, було щось надзвичайно «вгадане» в стилі хореографії Мясіна. І як все це було станцювати!» .

## Відновлення
- 1926, 15 червня — показ відновленого Леонідом Мясін балету в театрі Гете-лірик, Париж [30]
- 1971
- відновлення Леоніда Мясіна для театру Ла Скала, Мілан [12]
- Роберт Джоффрі реконструював версію Леоніда Мясіна для Балету Джоффрі [12]
- 2007 — балетмейстер Ана-Марія Штекельман (Ana-Maria Stekelman) відтворила балет для трупи Europa Danse
- 2017 — відновлення балетмейстера Лорки Мясіна, Римський оперний театр, Помпеї [14]

## Постановки інших балетмейстерів
- у1926, 16 травня — перший показ в Ленінградському театрі опери і балету, постановки Ф. В. Лопухова, декорації В.& В.& Дмітрієва[31]. Автор нової версії істотно переробив сюжет і здійснив постановку власної редакції балету[10]
- 1928 — версія Бориса Романова для труппи Російський балет Монте-Карло, Театр Колон, Буэнос-Айрес[32]; повторно в 1931 році в Паризькій Опері[12]
- 1957 — постановка Мориса Бежара, Льєж[12]
- 1972 — Джордж Баланчин і Джером Роббінс для Нью-Йорк Сіті балет[12]
- 1976 — редакція балетмейстера М. Агатової для Музичного театру імені Станіславського і Немировича-Данченка[12]
- 1978 — постановка Георгія Алексидзе для труппи Хореографічні мініатюри[12]
- 1984 — Глен Тетлі для Лондонського фестивального балету[12]